# NGC 2242
NGC 2242是一个在御夫座的行星状星云，于1886年11月24日被路易斯·斯威夫特发现并被认为是一个星系直至1987年一个研究表明它是一个行星状星云。该星云在銀河平面上约1600光年处，距离距离地球约6500光年。